# Cantón de Herbignac
El cantón de Herbignac era una división administrativa francesa, que estaba situada en el departamento de Loira Atlántico y la región de Países del Loira.

## Composición
El cantón estaba formado por cuatro comunas:
- Assérac
- Herbignac
- La Chapelle-des-Marais
- Saint-Lyphard

## Supresión del cantón de Herbignac
En aplicación del Decreto n.º 2014-243 de 25 de febrero de 2014, el cantón de Herbignac fue suprimido el 22 de marzo de 2015 y sus 4 comunas pasaron a formar parte del nuevo cantón de Guérande .